# Hemus 1896-Vivelo/Saison 2010
Dieser Artikel listet Erfolge und Mannschaft des Radsportteams Hemus 1896-Vivelo in der Saison 2010 auf.

## Erfolge in der Continental Tour
| Datum           | Rennen                                       | Kat. | Fahrer          |
| --------------- | -------------------------------------------- | ---- | --------------- |
| 29. April       | 1. Etappe The Paths of King Nikola           | 2.2  | Wladimir Koew   |
| 29. – 30. April | Gesamtwertung The Paths of King Nikola       | 2.2  | Wladimir Koew   |
| 7. Juni         | 3. Etappe Tour of Romania                    | 2.2  | Wladimir Koew   |
| 5. – 11. Juni   | Gesamtwertung Tour of Romania                | 2.2  | Wladimir Koew   |
| 25. Juni        | Bulgarische Meisterschaft – Einzelzeitfahren | NC   | Wladimir Koew   |
| 22. – 25. Juli  | Gesamtwertung Tour of Szeklerland            | 2.2  | Ewgeni Gerganow |
| 17. September   | 7a. Etappe Tour of Bulgaria                  | 2.2  | Ewgeni Gerganow |

## Mannschaft
| Name                 | Geburtstag        | Nationalität | Team 2009                   |
| -------------------- | ----------------- | ------------ | --------------------------- |
| Pawlin Balinski      | 5. Februar 1989   | Bulgarien    | Neoprofi                    |
| Miroslaw Denew       | 23. Januar 1990   | Bulgarien    | Neoprofi                    |
| Nedko Diankow        | 19. November 1989 | Bulgarien    | Neoprofi                    |
| Jewgeni Gerganow     | 1. Oktober 1975   | Bulgarien    | Hemus 1896-Troyan           |
| Jowtscho Jowtschew   | 27. März 1991     | Bulgarien    | Neoprofi                    |
| Wladimir Koew        | 31. August 1979   | Bulgarien    | Hemus 1896-Troyan           |
| Ahmed Metin          | 19. Juni 1987     | Bulgarien    | Cycling Club Bourgas (2008) |
| Miroslaw Mintschew   | 17. Januar 1989   | Bulgarien    | Cycling Club Bourgas (2008) |
| Daniel Petrow        | 31. Oktober 1982  | Bulgarien    | Hemus 1896-Troyan           |
| Pawel Schumanow      | 14. November 1968 | Bulgarien    | Hemus 1896-Troyan           |
| Swetoslaw Tschanliew | 3. August 1973    | Bulgarien    | Hemus 1896-Troyan           |
| Rino Zampilli        | 7. März 1984      | Italien      | Hemus 1896-Troyan           |